# Манастир Филотеј
Манастир Филотеј се налази на сјевероистоку Свете горе. Основао га је Свети Филотеј крајем 10. вијека, а посвећен је Благовјестима Пресветој Богородици. Филотеј је дванаести у хијерархији светогорских манастира. У њему је данас око 60 монаха. Манастир се од 1988. године, заједно са осталих деветнаест светогорских манастира, налази на УНЕСКО-вој листи светске баштине у склопу споменика средњег века обједињених под заштићеном целином Планина Атос.